# Le Breuil-en-Auge
Le Breuil-en-Auge (lə bʁœj.ɑ̃.n‿oʒⓘ) es una población y comuna francesa, situada en la región de Baja Normandía, departamento de Calvados, en el distrito de Lisieux y cantón de Blangy-le-Château.

## Demografía
| 550 | 599 | 643 | 751 | 779 | 846 |
| Para los censos de 1962 a 1999 la población legal corresponde a la población sin duplicidades (Fuente: INSEE [Consultar]) |     |     |     |     |     |